# Нерпиче (Якутия)
Нѐрпиче (на руски: Нерпичье озеро) е голямо сладководно езеро в Азиатската част на Русия, разположено в крайната североизточна част на Република Якутия.
С площ от 237 km2 е 3-то по големина езеро в Република Якутия след езерата Моготоево и Бустах и 53-то в цяла Русия.
Езерото Нерпиче е разположено в северната част на Колимската низина, западно от делтата на река Колима, в крайната североизточна част на Република Якутия, на 0,6 m н.в. Има удължена от северозапад на югоизток форма с дължина 30 km, ширина 9 km и площ 237 km2. Измерване на дълбочината му не е правена. Бреговете му са ниски, обрасли с тревисто-храстова тундрова растителност. В района е развита вечно замръзналата почва и са характерни криогенни релефни форми.
В него се вливат множество малки реки и ручеи. От югоизточния му ъгъл започва протока Нерпичя виска, който преминава през Проходското езеро и достига до Проходския ръкав от делтата на Колима. От северозападния му ъгъл се отклонява друг проток Котелническа виска, който се насочва на север, преминава последователно през няколко малки проточни езера и достига до Колимския залив на Източносибирско море.
Подхранването на езерото е снежно-дъждовно с преобладаване на снежното. То замръзва в края на септември или началото на октомври, а се размразява през юни. В студени лета не се размразява цялостно.
Богато на риба и бреговете му през краткото лято са обиталище на множество прелетни, водоплаващи птици и пасища за северни елени. По бреговете и във водосборния му басейн няма населени места.

## Топографски карти
- Лист от карта R-57-XXI,XXII факт. Становая. Мащаб: 1 : 200 000. Състояние на местността към 1972 год. Издание 1990 г.
- Лист от карта R-57-XXIII,XXIV Михалкино. Мащаб: 1 : 200 000. Указать дату выпуска/состояния местности.
- Лист от карта R-57-XXVII,XXVIII Колымское. Мащаб: 1 : 200 000. Указать дату выпуска/состояния местности.
- Лист от карта R-57-XXIX,XXX Черский. Мащаб: 1 : 200 000. Указать дату выпуска/состояния местности.